# Kaplica Lutra w Okrzeszynie
Kaplica Lutra w Okrzeszynie – kaplica ewangelicka znajdująca się w Okrzeszynie w powiecie kamiennogórskim.
1 lipca 1926 r. utworzono parafię ewangelicką w Chełmsku Śląskim w skład której, razem z kościołem ewangelickim w Krzeszowie weszła również kaplica Lutra w Okrzeszynie. 
Kaplica pochodzi z 2 poł. XIX w. - założona na rzucie prostokąta, nakryta dwuspadowym dachem z kwadratową sygnaturką. Obecnie w kaplicy mieści się magazyn. Należy do parafii Świętej Rodziny w Chełmsku Śląskim.